# Afrosminthurus
Genre
Afrosminthurus est un genre de collemboles de la famille des Sminthuridae.

## Liste des espèces
Selon Checklist of the Collembola of the World (version du 18 août 2019) :
- Afrosminthurus bufo Lawrence, 1968
- Afrosminthurus gladiator Delamare Deboutteville & Massoud, 1964
- Afrosminthurus imadatei Itoh & Zhao, 2000

## Publication originale
- Delamare Deboutteville & Massoud, 1964 : Collemboles Symphypléones de l'Angola (Première note). Publicacoes Culturais da Companhia de Diamantes de Angola, no 69, p. 65-104.